# George Hamilton, 1. hrabě z Orkney
George Hamilton, 1. hrabě z Orkney (George Hamilton, 1st Earl of Orkney, 1st Viscount Kirkwall, 1st Baron Dechmont) (9. února 1666, Hamilton Palace, Skotsko – 29. ledna 1737, Londýn, Anglie) byl britský vojevůdce a politik z významného šlechtického rodu Hamiltonů, byl mladším bratrem 4. vévody z Hamiltonu. Jako voják se uplatnil v dynastických válkách přelomu 17. a 18. století, v roce 1696 byl povýšen na hraběte z Orkney. V britských dějinách byl historicky prvním nositelem hodnosti polního maršála zřízené v roce 1735.

## Kariéra
Narodil se jako pátý syn Williama Douglase, 1. hraběte ze Selkirku (v roce 1660 přijal jméno Hamilton) a Anne Hamiltonové, 3. vévodkyně z Hamiltonu (1636–1716). Již jako dítě byl jmenován kapitánem v regimentu svého strýce Georga Douglase. Později sloužil ve Francii, aktivně bojoval až jako plukovník skotské pěchoty v roce 1688, ve službách Viléma Oranžského se zúčastnil nástupnických bojů v Irsku (1689–1690). Později se zúčastnil devítileté války, v níž dosáhl hodnosti brigádního generála (1695), v roce 1696 obdržel titul hraběte z Orkney (do té doby jako syn vévodkyně užíval jméno lord George Hamilton, titul hraběte z Orkney platil pouze pro Skotsko). V roce 1700 velel v Irsku, poté se pod velením vévody z Marlborough zúčastnil války o španělské dědictví, bojoval v bitvách u Blenheimu a Malplaquetu. V roce 1704 obdržel Bodlákový řád a hodnost generálporučíka dělostřelectva, v roce 1710 byl jmenován generálem. Od roku 1704 až do smrti byl také guvernérem v americké provincii Virginie, kterou ale nikdy nenavštívil a zastupovalo jej zde postupně šest administrátorů. V roce 1707 spolu se starším bratrem proslul svou aktivitou v otázce sloučení Skotska a Anglie. V letech 1708–1737 byl reprezentantem skotských peerů ve Sněmovně lordů a v roce 1710 byl jmenován členem Tajné rady, po nástupu hannoverské dynastie obdržel hodnost královského komorníka (1716), dále byl lordem-místodržitelem v hrabství Lanarkshire (1714–1737), později zastával čestné funkce guvernéra v Edinburghu (1714–1737) a v Berwicku (1733–1737). Po zřízení hodnosti polního maršála Velké Británie byl jejím prvním nositelem (12. ledna 1736).

## Rodinné a majetkové poměry

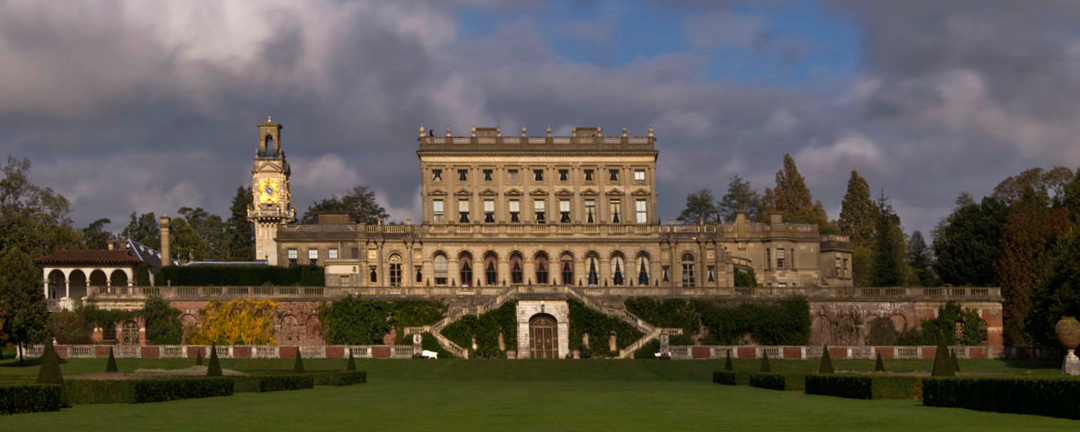
Zámek Cliveden (Buckinghamshire), sídlo hraběte z Orkney 1696–1737

Jeho manželkou byla Elizabeth Villiers (1657–1733) ze starobylého šlechtického rodu Villiersů, sestra diplomata 1. hraběte z Jersey a také milenka Viléma Oranžského. Právě od tohoto vztahu se odvíjela kariéra George Hamiltona. Měli spolu tři dcery, z nichž nejstarší Anne byla dědičkou hraběcího titulu z Orkney.
- Anne Hamilton, 2. hraběnka z Orkney (1698–1756), manžel 1720 William O’Brien, 4. hrabě z Inchiquinu (1700–1777), poslanec Dolní sněmovny, člen irské Tajné rady
- Frances Hamilton (1702–1772), dvorní dáma princezny waleské, manžel 1724 Thomas Lumley, 3. hrabě ze Scarborough (1691–1752), poslanec Dolní sněmovny, vyslanec v Portugalsku
- Henrietta (Harriet) Hamilton (1706–1732), manžel 1728 John Boyle, 5. hrabě z Corku (1706–1762), spisovatel

V roce 1696 z pozůstalosti vévody z Buckinghamu koupil zámek Cliveden v hrabství Buckinghamshire, který se stal hlavním rodovým sídlem a v první polovině 18. století zde proběhla řada stavebních úprav, z finančních důvodů ale nebyly realizovány v plánovaném rozsahu. O významu hraběte z Orkney u dvora svědčí fakt, že po roce 1714 navštívili Cliveden několikrát králové Jiří I. a Jiří II. V roce 1737 si Cliveden pronajal dědic Jiřího II., princ waleský, který se zde trvale usídlil.